# اردوان انزابی‌پور
اردوان انزابی‌پور (زاده ۳۰ مهر ۱۳۵۳ در رشت) خواننده راک و نوازنده گیتار الکتریک و گیتار بیس و گیتار آکوستیک است.
وی از شانزده سالگی نواختن گیتار کلاسیک، آکوستیک و سپس گیتار باس را آغاز کرد. وی از سال ۱۳۷۵ به مدت چهارده سال با واحد موسیقی صداو سیما بعنوان نوازنده گیتار بیس و گیتار آکوستیک همکاری کرده و در ضبط بیش از دویست اثر حضور داشته‌است در طی این سال‌ها نیز اجراهای مختلفی در سبک راک داشته‌است.
انزابی‌پور در بهمن ۱۳۹۲ در اولین کنسرت راک به زبان انگلیسی که پس از انقلاب ۱۳۵۷ در سالن ایوان شمس برگزار شده‌است به عنوان خواننده و نوازنده گیتار حضور داشته‌است.

## تأسیس گروه تندر
از سال ۱۳۷۸ گروه راک تندر را تأسیس کرد که نخستین آلبوم آن نیز در سال ۱۳۸۰ تولید شد. در طول سال‌های ۱۳۸۱–۱۳۸۸ اردوان انزابی‌پور از پایگذاران گروه‌های اکسیر و کهت میان بود که به نوعی نخستین گروه‌های رسمی متال در ایران بودند که به اجرای صحنه‌ای پرداختند. حاصل این دوران دو آلبوم اکسیر و وجود مجازی و چندین کنسرت در تهران بود.

### شروع فعالیت
از سال ۸۹ دوره جدید فعالیت گروه «تندر» با اعضای جدید و اینبار با خوانندگی-آهنگسازی وی آغاز شد که طی هشت سال گذشته در بیش از ۵ کشور به اجرای برنامه پرداخته‌است. طی این سالها گروه «تندر» چهار دی وی دی و دو آلبوم به زبان انگلیسی از آثار اورجینال گروه تولید کرده و تا آذر ۱۳۹۷ بیست و یک کنسرت برگزار نموده‌اند. گروه «تندر» در سال ۱۳۹۲ برای اولین بار به عنوان یک گروه راک (به زبان انگلیسی) موفق به اخذ مجوز از وزارت ارشاد گردیده‌است.
در سال ۱۳۹۵ اردوان مراحل ساخت سومین آلبوم گروه تندر را اینبار به زبان فارسی آغاز کرد که این آلبوم در حال حاضر مراحل پایانی تولید را طی می‌کند و در اواخر امسال روانه بازار خواهد شد.
نخستین تک آهنگ از این آلبوم تحت عنوان بزن ساز در شهریور ۱۳۹۷ منتشر شد.